# Алија Бхат
Алија Бхат (енгл. Alia Bhatt; Мумбај, 15. март 1993) индијска je глумица и певачица. Прославила се глумећи у Боливуду. Добитница је три Филмферове награде за најбољу главну глумицу.

## Филмографија
| Улоге Алија Бхат |                     |               |                    |          |
| Година           | Српски назив        | Изворни назив | Улога              | Напомена |
| 1999             | Злочин роман        |               | Млада Рита Оберој  |          |
| 2012             | Студент године      |               | Шанаја Синханија   |          |
| 2014             | Аутопут             |               | Вира Трипахи       |          |
| 2014             | Неукраден младожења |               | Кавија Пратап Синх |          |
| 2014             | Две државе          |               | Ананја Сваминахан  |          |
| 2015             | Величанствен        |               | Алија Арора        | [ 1 ]    |
| 2016             | Капур и синови      |               | Тија Малик         |          |
| 2016             | Летења Панџаби      |               | Мери Џејн          |          |
| 2016             | Драги живот         |               | Кајра              |          |
| 2022             | RRR                 |               | Сита               |          |
| 2023.            | Срце од камена      |               | Кеја Дхаван        |          |

## Награде

### Филмферова награда
- Награђена
  - 2015. — Филмферова критичари награда за најбољу глумицу у филму Highway
  - 2016. — Филмферова награда за најбољу главну глумицу у филму Летења Панџаби
- Номинована
  - 2013. — Филмферова награда за најбољу женски дебут у филму Студент године
  - 2015. — Филмферова награда за најбољу главну глумицу у филму Highway
  - 2016. — Филмферова награда за најбољу главну глумицу у филму Драги живот